# Орєховська (Няндомський район)
Орєховська (рос. Ореховская) — присілок в Няндомському районі Архангельської області Російської Федерації.
Населення становить 7 осіб. Входить до складу муніципального утворення Няндомський муніципальний округ.

## Історія
До 2022 року входило до складу муніципального утворення Мошинське поселення.

## Населення
| 2002 | 2010 | 2012 |
| ---- | ---- | ---- |
| 18   | ↘7   | →7   |